# Трњаци (Бијељина)
Трњаци су насељено мјесто у граду Бијељина, Република Српска, БиХ. Према попису становништва из 1991. у насељу је живјело 639 становника.
Овдје се налази Црква Светог пророка Илије у Трњацима.

## Култура
Храм Српске православне цркве је посвећен Светом пророку Илији. Освештан је 2. августа 2003.

## Спорт
Сједиште су фудбалског клуба Борац.

## Становништво
| Националност       | 1991. | 1981. | 1971. | 1961. |
| Срби               | 618   | 529   | 687   |       |
| Југословени        | 13    | 46    | 1     |       |
| Хрвати             | 1     | 2     | 1     |       |
| Муслимани          | 1     | 1     | 1     |       |
| Словенци           |       | 1     |       |       |
| остали и непознато | 6     | 53    | 2     |       |
| Укупно             | 639   | 632   | 692   | '     |

| Демографија | Демографија | Демографија |
| Година      | Становника  | Становника  |
| ----------- | ----------- | ----------- |
| 1948.       | 607         |             |
| 1953.       | 674         |             |
| 1961.       | 708         |             |
| 1971.       | 692         |             |
| 1981.       | 632         |             |
| 1991.       | 623         |             |